# Bathytoma parengonia
Bathytoma parengonia é uma espécie de gastrópode da família Borsoniidae.